# Fia van Veenendaal-van Meggelen
Sophia (Fia) van Veenendaal-van Meggelen (Strijp, 7 april 1918 – Eindhoven, 21 september 2005) was een Nederlands politicus. Ze kwam in 1970 namens de Partij van de Arbeid in de Tweede Kamer der Staten-Generaal, maar trad na haar beëdiging direct toe tot de eerder van de PvdA afgesplitste groepering Groep Goedhart. Namens de Democratisch Socialisten 1970 (DS'70) was ze staatssecretaris van CRM in het kabinet-Biesheuvel I.

## Levensloop
Van Veenendaal-van Meggelen was na het afronden van de Mulo enige jaren kinderverzorgster. Ze was in deze periode politiek actief in de SDAP en de AJC. Na de Tweede Wereldoorlog was ze lid van het hoofdbestuur van het Nederlands Verbond van Vakverenigingen. Van 1955 tot 1957 volgde ze een opleiding om beroepskeuzeadviseur te worden. Dit beroep zou ze vervolgens van 1957 tot 1970 uitoefenen. Voor de PvdA was ze in de jaren 60 lid van de gemeenteraad van Eindhoven en de Provinciale Staten van Noord-Brabant.
In 1970 behoorde Van Veenendaal-van Meggelen tot de oprichters van DS'70. Enkele maanden daarna kreeg ze de mogelijkheid om tussentijds in de Tweede Kamer te komen, omdat ze bij de Tweede Kamerverkiezingen 1967 op de kandidatenlijst van de PvdA had gestaan. Na onder andere advies te hebben gevraagd bij Willem Drees besloot ze de zetel in te nemen en direct na haar beëdiging toe te treden tot de afgesplitste fractie Groep Goedhart, waaruit DS'70 was voortgekomen. Toen DS'70 na de Tweede Kamerverkiezingen 1971 toetrad tot het kabinet-Biesheuvel I werd ze staatssecretaris van Cultuur, Recreatie en Maatschappelijk Werk. Als bewindspersoon weigerde ze de pensioenregelingen voor joodse oorlogsgetroffenen te verruimen, waarvoor zij door de oppositie sterk bekritiseerd werd. Ze bracht de Wet op het Consumptief geldkrediet en een wijziging van de Wet op de Bejaardenoorden tot stand. Nadat DS'70 in 1972 uit het kabinet stapte, keerde Van Veenendaal-van Meggelen terug in de Kamer. Bij de Tweede Kamerverkiezingen 1977 werd ze herkozen, nadat lijsttrekker Willem Drees jr. zich had teruggetrokken. Ook zij bedankte echter voor de zetel omdat DS'70 slechts één zetel had gehaald en ze zich eerder had uitgesproken voor een kiesdrempel. De zetel werd vervolgens ingenomen de nummer drie op de lijst, partijsecretaris Ruud Nijhof.
Fia van Veenendaal-van Meggelen overleed op 87-jarige leeftijd in 2005.

## Persoonlijk
Fia van Veenendaal-van Meggelen was humanistisch. Ze was getrouwd met metaalbewerker Johannes van Veenendaal en had een zoon en twee dochters. Op 29 augustus 1972 werd ze onderscheiden als Ridder in de Orde van de Nederlandse Leeuw.
- Biografisch Portaal: 26295438
- Parlement.com: vg09llfk2eyj